# Château Troplong Mondot
Koordinaten: 44° 53′ 18,7″ N, 0° 8′ 26,7″ W
Das Château Troplong Mondot ist eines der führenden Weingüter der französischen Gemeinde Saint-Émilion in der Region von Bordeaux. Es erzeugt Wein der Appellation Saint-Émilion Grand Cru und gehört in der Hierarchie der Rotweine von Saint-Émilion  seit 2006 als Premier Grand Cru classé B  der zweithöchsten Stufe an (siehe auch den Artikel Bordeauxwein (Klassifikation))  (siehe auch den Artikel Bordeauxwein (Klassifikation)). Das Weingut ist Mitglied der 1973 gegründeten Union des Grands Crus de Bordeaux.

## Lage, Boden und Rebkultur
Das Château liegt inmitten seiner Weinberge auf dem Kalkplateau in der Nähe des höchsten Punktes der Appellation nordöstlich des Ortes Saint-Émilion. Unmittelbar unterhalb schließt sich der „Côte“ genannte Hang mit den beiden Gütern Château Pavie und Château Larcis Ducasse an. Die 33 Hektar großen Weinberge liegen auf einem Kalksteinsockel, der von einer Lehmschicht bedeckt ist. Die Lage besitzt nicht nur eine vorteilhafte Ausrichtung nach Süden, sondern auch eine sehr gute natürliche Dränage.
Der Bodentyp kommt vor allem der Rebsorte Merlot entgegen, die inzwischen 90 % der Bestockung ausmacht. Vom Rest entfällt jeweils die Hälfte auf Cabernet Sauvignon und Cabernet Franc. Mitte der 1980er Jahre betrug die Bestockung noch 65 % Merlot, 15 % Cabernet Sauvignon und je 10 % Cabernet Franc und Malbec. Die Pflanzdichte liegt bei 5.600 Reben je Hektar, die jüngsten Rebanlagen besitzen sogar 6.600 Stöcke je Hektar. Das Durchschnittsalter der Reben beträgt 35 Jahre. Auf chemischen Pflanzenschutz wird nach Möglichkeit verzichtet, gedüngt nur minimal. Der Ertrag wird streng beschränkt – im Durchschnitt der letzten Jahre betrug er nur 34 hl/ha. Hierzu tragen ein strenger Anschnitt und eine „grüne Lese“ im Juli bei. Hier zeigt sich ebenso wie bei der Vinifikation die Handschrift des beratenden Önologen Michel Rolland.

## Der Wein
Die Lese erfolgt von Hand. Beschädigtes Lesegut wird vor der Kelterung aussortiert, die Trauben werden vollständig entrappt. Vor der Vergärung erfahren die Beeren eine bis zu einer Woche dauernde Mazeration. Die Gärung findet in kleinen Edelstahlbehältern statt, die Maischegärung dauert vier bis fünf Wochen. Die Malolaktische Gärung findet überwiegend in Barriquefässern statt, von denen jährlich drei Viertel erneuert werden. Je nach Jahrgang dauert der Fassausbau zwischen 12 und 24 Monaten. Nach der Assemblage wird der Wein mitunter noch mit Eiklar geschönt und gefiltert. Neben durchschnittlich 120.000 Flaschen des „Grand Vin“ wird ein Zweitwein namens „Mondot“ erzeugt, in den ein höherer Anteil an Cabernet eingeht. 
Der Wein von Troplong-Mondot ist von großer Konzentration, mit komplexen Aromen und sehr nachhaltig. In der Jugend noch vom Barrique geprägt, benötigt er vier bis fünf Jahre Flaschenreife, bis die Charakteristik eines großen Saint-Émilion hervortritt. Im Keller baut er dann 10–20 Jahre lang weiter aus. Große Jahrgänge der jüngeren Zeit sind 2005, 2001, 2000 und 1995.

## Geschichte
Die Geschichte des Gutes ist eng mit derjenigen des benachbarten Château Pavie verknüpft. Im 18. Jahrhundert gehörten die Weinberge beider Güter dem Abbé Raymond de Sèze, der auch das heutige Gutsgebäude errichten ließ. Sein Bruder war 1792–93 der Verteidiger Ludwigs XVI. vor dem französischen Nationalkonvent. 1830 verkaufte die Familie an Gérus Troplong. 1850 erbte es Raymond Troplong, damals Pair von Frankreich und später Präsident des obersten Gerichtshofes. 1852 wurde er zum Präsidenten des französischen Senates ernannt. Er vergrößerte die Rebfläche auf 33 Hektar und brachte das „Mondot“ genannte Gut bis zu seinem Tod 1869 auch qualitativ an die Spitze von Saint-Émilion. Er war unter anderem mit dem Schriftsteller Théophile Gautier befreundet, der mehrmals auf dem Gut zu Besuch war. Der Name „Troplong-Mondot“ ist erst auf seinen Neffen Édouard zurückzuführen. 1921 erwarb es der belgische Weinhändler Georges Thienpont, der drei Jahre später auch das Vieux Château Certan in Pomerol kaufte. 1936 trennte er sich von Troplong-Mondot. Käufer war der Weinhändler Alexandre Valette aus Saint-Ouen bei Paris. 1943 erwarb dieser auch Château Pavie, womit beide Güter wieder in einer Hand vereinigt waren. 1967 kam es dann zu einer Erbteilung, seit 1981 gehört Troplong-Mondot seiner Urenkelin Christine Valette. Sie gab ihren Beruf als Journalistin auf und widmet sich seither ganz ihrem Weingut. Unter der Beratung des Önologen Michel Rolland gelang es ihr, das Gut wieder in die Spitzengruppe der Appellation zu führen. Die 2006 erfolgte (gerichtlich allerdings bis 2007 blockierte) Revision der Klassifikation von Saint-Émilion brachte Troplong-Mondot den Aufstieg in die Klasse der „Premiers Grands Crus Classés“.